# زمین‌لرزه ژوئیه ۱۹۶۷ کلمبیا
زمین‌لرزه کلمبیا  در تاریخ ۲۹ ژوئیه ۱۹۶۷ میلادی، برابر با ‎۷ مرداد ۱۳۴۶، ساعت ۱۰:۲۴:۲۶ به زمان یوتی‌سی در کلمبیا رخ داد. ژرفای این زلزله ۱۶۱٫۲ کیلومتر بود. بزرگی آن ۵٫۹ در مقیاس mb اعلام شده‌است. زمین‌لرزه به وقت محلی در روز شنبه، ساعت ۵ روی داده و منطقه زمانی آن یوتی‌سی -۵ بوده‌است .
سازمان زمین‌شناسی آمریکا نیز جای این زمین‌لرزه را در مختصات ۶°۴۸′شمالی ۷۳°۰۰′غربی / ۶٫۸°شمالی ۷۳°غربی و بزرگی آنرا برابر با ۶٫۸ در مقیاس ریشتر اعلام کرده‌است. ژرفای گزارش شده از سوی این سازمان ۱۶۱ کیلومتر می‌باشد.
شمار کشتگان زلزله حدود ۲۰ نفر بوده‌است.تعداد زخمیان ۱۵۰ نفر برآورده شده‌است.